# Boogschieten op de Olympische Zomerspelen 1992
Boogschieten is een van de sporten die beoefend werden tijdens de Olympische Zomerspelen 1992 in Barcelona.

## Heren

### individueel
| rang   | sporter          | land |
| ------ | ---------------- | ---- |
| Goud   | Sébastien Flute  | FRA  |
| Zilver | Chung Jae-hun    | KOR  |
| Brons  | Simon Terry      | GBR  |
| 4      | Bertil Grov      | NOR  |
| 5      | Jay Barrs        | USA  |
| 6      | Hendra Setijawan | INA  |
| 7      | Vadim Sjikarev   | EUN  |
| 8      | Jari Lipponen    | FIN  |

### team
| rang   | sporters                                              | land |
| ------ | ----------------------------------------------------- | ---- |
| Goud   | Antonio Vázquez Alfonso Menéndez Juan Carlos Holgado  | ESP  |
| Zilver | Jari Lipponen Tomi Poikolainen Ismo Falck             | FIN  |
| Brons  | Simon Terry Steven Hallard Richard Priestman          | GBR  |
| 4      | Sébastien Flute Bruno Felipe Michael Taupin           | FRA  |
| 5      | Chung Jae-hun Han Seung-hoon Lim Hee-sik              | KOR  |
| 6      | Jay Barrs Butch Johnson Richard McKinney              | USA  |
| 7      | Grant Greenham Simon Fairweather Scott Hunter-Russell | AUS  |
| 8      | Vadim Sjikarev Stanislav Zabrodski Vladimir Jesjejev  | EUN  |

## Dames

### individueel
| rang   | sporter                 | land |
| ------ | ----------------------- | ---- |
| Goud   | Cho Youn-jeong          | KOR  |
| Zilver | Kim Soo-nyung           | KOR  |
| Brons  | Natalia Valeeva         | EUN  |
| 4      | Wang Xiaozhu            | CHN  |
| 5      | Denise Parker           | USA  |
| 6      | Chatoena Kvoerivisjvili | EUN  |
| 7      | Lai Fang-Mei            | TPE  |
| 8      | Alison Williamson       | GBR  |

### team
| rang   | sporters                                                      | land |
| ------ | ------------------------------------------------------------- | ---- |
| Goud   | Cho Youn-jeong Kim Soo-nyung Lee Eun-kyung                    | KOR  |
| Zilver | Wang Xiaozhu Ma Xiangjun Wang Hong                            | CHN  |
| Brons  | Natalia Valeeva Chatoena Kvoerivisjvili Ludmilla Arzhannikova | EUN  |
| 4      | Séverine Bonal Nathalie Hibon Christine Gabillard             | FRA  |
| 5      | Jenny Sjöwall Liselotte Djerf Kristina Persson                | SWE  |
| 6      | Natalia Nasaridze Zehra Öktem Elif Ekşi                       | TUR  |
| 7      | Kim Jong Hwa Li Myong Gum Sin Song Hui                        | PRK  |
| 8      | Denise Parker Jennifer O'Donnell Sherry Block                 | USA  |

## Medaillespiegel
| rang   | land             | goud | zilver | brons | totaal |
| ------ | ---------------- | ---- | ------ | ----- | ------ |
| 1      | Zuid-Korea       | 2    | 2      | 0     | 4      |
| 2      | Frankrijk        | 1    | 0      | 0     | 1      |
| 3      | Spanje           | 1    | 0      | 0     | 1      |
| 4      | China            | 0    | 1      | 0     | 1      |
| 4      | Finland          | 0    | 1      | 0     | 1      |
| 6      | Gezamenlijk team | 0    | 0      | 2     | 2      |
| 6      | Groot-Brittannië | 0    | 0      | 2     | 2      |
| totaal | totaal           | 4    | 4      | 4     | 12     |

Parijs 1900 · 
St. Louis 1904 · 
Londen 1908 · 
Antwerpen 1920 · 
München 1972 · 
Montréal 1976 · 
Moskou 1980 · 
Los Angeles 1984 · 
Seoel 1988 · 
Barcelona 1992 · 
Atlanta 1996 · 
Sydney 2000 · 
Athene 2004 · 
Peking 2008 · 
Londen 2012 · 
Rio de Janeiro 2016 · 
Tokio 2020 · 
Parijs 2024 · 
Los Angeles 2028
Medaillewinnaars 
Atletiek · Badminton · Basketbal · Boksen · Boogschieten · Gewichtheffen · Gymnastiek · Handbal · Hockey · Honkbal · Judo · Kanovaren · Moderne vijfkamp · Paardensport · Pelota (demonstratie) · Roeien · Rolhockey (demonstratie) · Schermen · Schietsport · Schoonspringen · Synchroonzwemmen · Taekwondo (demonstratie) · Tafeltennis · Tennis · Voetbal · Volleybal · Waterpolo · Wielersport · Worstelen · Zeilen · Zwemmen